# Anja Mittag
Anja Mittag (ur. 16 maja 1985 w Karl-Marx-Stadt) – niemiecka piłkarka, grająca na ataku.
Zdobyła mistrzostwo świata z reprezentacją seniorek w Chinach w 2007, brązowy medal na igrzyskach w Pekinie w 2008, mistrzostwo świata z reprezentacją juniorek (U-20) w 2004 (zdobyła srebrny but i brązową piłkę) i mistrzostwo Europy w 2005. W 2006 z reprezentacją Niemiec wywalczyła Puchar Algarve.

## Życiorys
- SR/Olympics > Athletes > Anja Mittag. sports-reference.com. [zarchiwizowane z tego adresu (2012-12-16)]. (ang.)